# 1970 v športu
1970 v športu. 

## Avto - moto šport
- Formula 1: Jochen Rindt, Avstrija, Lotus - Ford, je posthumno zmagal s petimi zmagami in 45 točkami, konstruktorski naslov je šel prav tako v roke moštva Lotus - Ford z osvojenimi 59 točkami
- 500 milj Indianapolisa: slavil je Al Unser, Sr., ZDA, z bolidom Colt/Ford, za moštvo Vel's Parnelli Jones Ford[1]

## Kolesarstvo
- Tour de France 1970: Eddy Merckx, Belgija
- Giro d'Italia: Eddy Merckx, Belgija

## Košarka
- Pokal evropskih prvakov: Varese
- NBA: New York Knicks slavijo s 4 proti 3 v zmagah nad Los Angeles Lakers, MVP finala je bil Willis Reed[2]
- SP 1970, SFRJ, Ljubljana: 1. Jugoslavija, 2. Brazilija, 3. Sovjetska zveza[3]

## Nogomet
- Pokal državnih prvakov: Feyenoord[4]
- Svetovno prvenstvo v nogometu - Mehika 1970 - Brazilija slavi nad Italijo s 4-1 v finalu, tretje mesto je osvojila Zahodna Nemčija[5]

## Smučanje
- Alpsko smučanje: 
  - Svetovni pokal v alpskem smučanju, 1970:  
    - Moški: Karl Schranz, Avstrija[6]
    - Ženske: Michèle Jacot, Francija[7]

  - Svetovno prvenstvo v alpskem smučanju - Val Gardena 1970: 
    - Moški:
    - Slalom: Jean-Noël Augert, Francija
    - Veleslalom: Karl Schranz, Avstrija
    - Smuk: Bernhard Russi, Švica
    - Kombinacija: Billy Kidd, ZDA
    - Ženske:
    - Slalom: Ingrid Lafforgue, Francija
    - Veleslalom: Betsy Clifford, Kanada
    - Smuk: Annerösli Zryd, Švica
    - Kombinacija: Michèle Jacot, Francija

- Nordijsko smučanje:  
  - Svetovno prvenstvo v nordijskem smučanju - Vysoké Tatry 1970: 
    - Smučarski skoki: 
      - Srednja skakalnica: Gari Napalkov, Sovjetska zveza
      - Velika skakalnica: Gari Napalkov, Sovjetska zveza

## Tenis
- Turnirji Grand Slam za moške:
  - 1. Odprto prvenstvo Avstralije: Arthur Ashe, ZDA[8]
  - 2. Odprto prvenstvo Francije: Jan Kodeš, Češkoslovaška
  - 3. Odprto prvenstvo Anglije - Wimbledon: John Newcombe, Avstralija[9]
  - 4. Odprto prvenstvo ZDA: Ken Rosewall, Avstralija
- Turnirji Grand Slam za ženske:
  - 1. Odprto prvenstvo Avstralije: Margaret Court, Avstralija[10]
  - 2. Odprto prvenstvo Francije: Margaret Court, Avstralija
  - 3. Odprto prvenstvo Anglije - Wimbledon: Margaret Court, Avstralija[11]
  - 4. Odprto prvenstvo ZDA: Margaret Court, Avstralija
- Davisov pokal: ZDA slavi s 5-0 nad Zahodno Nemčijo[12]

## Hokej na ledu
- NHL - Stanleyjev pokal: Boston Bruins slavijo s 4 proti 0 v zmagah nad St. Louis Blues in si priborijo svoj prvi naslov
- SP 1970: 1. Sovjetska zveza, 2. Švedska, 3. Češkoslovaška[13]

## Rojstva
- 5. januar: Elfriede »Elfi« Eder, avstrijska alpska smučarka
- 5. januar: Ylva Hjördis Sofia Nowén, švedska alpska smučarka
- 13. januar: Marco Pantani, italijanski kolesar
- 16. januar: František Jež, češki smučarski skakalec
- 23. januar: Dejan Kontrec, slovenski hokejist
- 23. januar: Richard Šmehlík, češki hokejist
- 3. februar: Sabine Ginther, avstrijska alpska smučarka
- 13. februar: Emi Kavabata, japonska alpska smučarka
- 15. februar: Jens Fiedler, nemški dirkališčni kolesar
- 28. februar: Mika Strömberg, finski hokejist
- 19. marec: Janne Laukkanen, finski hokejist
- 27. marec: Borut Mavrič, slovenski nogometni vratar
- 27. marec: Marianne Kjørstad, norveška alpska smučarka
- 27. marec: Goran Janus, slovenski smučarski skakalec in trener
- 6. april: Olaf Kölzig, nemški hokejiski vratar
- 7. april: Aleksander Karpovcev, ruski hokejist
- 11. april: Tomaž Vnuk, slovenski hokejist
- 19. april: Kelly Holmes, angleška atletinja
- 22. april: Marinko Galič, slovenski nogometaš
- 24. april: Roberta Serra, italijanska alpska smučarka
- 25. april: Joël Abati, francoski rokometaš
- 28. april: Nicklas Lidström, švedski hokejist
- 28. april: Diego Simeone, argentinski nogometaš in trener
- 29. april: Andre Agassi, ameriški tenisač
- 30. april : Marijan Kraljević, slovenski košarkar
- 4. maj: Andrej Brodnik, slovenski hokejist in hokejski trener
- 8. maj: Luis Enrique, španski nogometaš
- 16. maj: Gabriela Sabatini, argentinska tenisačica
- 21. maj: Brigita Bukovec, slovenska atletinja
- 3. junij: Teemu Selänne, finski hokejist
- 4. junij: John Gruden, ameriški hokejist slovenskega rodu
- 4. junij: David Barrufet, španski rokometaš
- 4. junij: Deborah Compagnoni, italijanska alpska smučarka
- 5. junij: Andrej Miklavc, slovenski alpski smučar
- 7. junij: Andrej Kovalenko, ruski hokejist
- 7. junij: Cafu, brazilski nogometaš
- 7. junij: Mike Modano, ameriški hokejist
- 13. junij: Vjačeslav Bucajev, ruski hokejist
- 22. junij: Sergej Zubov, ruski hokejist
- 30. junij: Kent Johanssen, norveški smučarski skakalec
- 3. julij: Sergej Gončar, ukrajinski kolesar
- 4. julij: Tony Vidmar, avstralski nogometaš slovenskega rodu
- 4. julij: Andrej Čerkasov, ruski tenisač
- 9. julij: Per Eklund, švedski hokejist
- 5. avgust: Gabriela »Gabi« Zingre-Graf, švicarska alpska smučarka
- 13. avgust: Alan Shearer, angleški nogometaš
- 17. avgust: Jim Courier, ameriški tenisač
- 22. avgust: Janez Ožbolt, slovenski biatlonec
- 19. september: Antti Törmänen, finski hokejist
- 1. oktober: Aleksej Žamnov, ruski hokejist
- 3. oktober: Karl Ronnie Sundin, švedski hokejist
- 4. oktober: Olga Kuzenkova, ruska atletinja
- 8. oktober: Karin Köllerer, avstrijska alpska smučarka
- 15. oktober: Pernilla Wiberg, švedska alpska smučarka
- 16. oktober: Mehmet Scholl, nemški nogometaš
- 29. oktober: Phillip Cocu, nizozemski nogometaš
- 29. oktober: Edwin van der Sar, nizozemski nogometaš
- 31. oktober: Bibiana Perez, italijanska alpska smučarka
- 15. november: Patrick Mboma, kamerunski nogometaš
- 15. november: Ursula »Uschi« Disl, nemška biatlonka
- 2. december: Maksim Tarasov, ruski atlet
- 19. december: Robert Lang, češki hokejist
- 21. december: Stefan Lövgren, švedski rokometaš

## Smrti
- 22. februar: Penelope Dora Harvey Boothby, angleška tenisačica (* 1881)
- 8. marec: Erik Larsson, švedski hokejist (* 1905)
- 31. maj: Terrance Sawchuk, kanadski hokejist (* 1929)
- 2. junij: Bruce McLaren, novozelandski dirkač Formule 1 (* 1937)
- 21. junij: Piers Courage, britanski dirkač Formule 1 (* 1942)
- 17. avgust: Hans-Martin Trepp, švicarski hokejist (* 1922)
- 5. september: Jochen Rindt, avstrijski dirkač (* 1942)
- 9. september: Cy Denneny, kanadski hokejist in trener (* 1891)
- 19. oktober: Conrad Olsen, norveški veslač (* 1891)
- 22. oktober: Eugène Constant, francoski veslač (* 1901)
- 2. november: Pierre Veyron, francoski dirkač (* 1903)
- 30. december: Sonny Liston, ameriški boksar (* ~1932)